# 16:9
16:9, auch 1,77:1 oder korrekt gerundet 1,78:1, ist ein Begriff, der in der Videotechnik das Verhältnis zwischen Bildbreite und -höhe beschreibt. Es ist zu unterscheiden zwischen „echtem“ 16:9 (Seitenverhältnis: 1,78:1) und dem für anamorphe Abspeicherungen verwendeten Standard 1,85:1.

## Hintergrund
„Klassische“ Bildformate sind 4:3 in der Videotechnik oder (zwischenzeitlich) 3:2 in der Fotografie. Auch die Kinotechnik fing ursprünglich mit 1,33:1 (4:3) bis 1,37:1 an, ist aber schon frühzeitig zu Formaten mit Seitenverhältnissen von 1,66:1 bis 2,35:1 gewechselt, weil sich diese im Kino besser projizieren lassen: für Projektionen im Seitenverhältnis von 4:3 ist ein deutlich größerer vertikaler Abstand zu den Sitzreihen notwendig.
Das Fernsehen – ursprünglich mit einer runden Kathodenstrahlröhre (Zylinder-/Kegelform) – ist aus optischen Gründen erst in ein fast quadratisches, später zu einem rechteckigen Querformat, dem damals beim Kinofilm üblichen 4:3-Format (1,333:1), angepasst worden.
Erst mit der Entwicklung von Plasma- und LCD-Bildschirmtechnik wurden beliebige Bildformate möglich und man orientierte sich nun an dem seit den 1950er-Jahren verbreiteten Kinofilmformat Breitbild.
Auch für die Wiedergabe mit optischen Hilfsmitteln, typischerweise Projektoren, sind der Kreisform angenäherte Bildformate vorteilhaft. Breitformate stellen höhere Anforderungen an das Linsensystem.

## Übliche Auflösungen
| Breite | Höhe | Name                  |
| ------ | ---- | --------------------- |
| 640    | 360  | nHD, qHD              |
| 854    | 480  | FWVGA                 |
| 960    | 540  | qHD                   |
| 1024   | 576  | WSVGA                 |
| 1280   | 720  | HD720, 720p, HD Ready |
| 1366   | 768  | WXGA, FWXGA           |
| 1600   | 900  | HD+, WSXGA            |
| 1920   | 1080 | Full HD               |
| 2560   | 1440 | QHD                   |
| 3200   | 1800 | QHD+                  |
| 3840   | 2160 | 4K UHD                |
| 5120   | 2880 | 5K                    |
| 7680   | 4320 | 8K UHD-II             |

## Vorteile

Formatvergleich 4:3 und 16:9

Das Gesichtsfeld des Menschen weist ein Seitenverhältnis von knapp 3:2 auf. Immersive Projektionen, wie z. B. IMAX oder Virtual Reality, benutzen daher Seitenverhältnisse von etwa 1,37:1 bis maximal 1,6:1.
Im konventionellen Kinobetrieb wie auch im Heimbereich ist ein eher breiteres Format besser, da sich vertikale Abschattungen durch Vorderreihen oder Gegenstände kaum vermeiden lassen. Daher wurden Formate von 1,85:1 bis 2,37:1 angestrebt. Mit dem Gesichtsfeld des Menschen hat das aber nichts zu tun, mit dem Sichtfeld, einer technischen Größe eines optischen Gerätes, erst recht nichts.
Untersuchungen haben bereits früh gezeigt, dass das menschliche Sichtfeld eher einem Breitbild-Format entspricht. Da auch die Technik nicht mehr dagegen spricht, strebt man heute danach, TV-Sendungen im Breitbild-Format zu übertragen.
Eine entscheidende Rolle zur Etablierung des Breitbildformats spielte die schnelle und starke Durchdringung der Haushalte mit DVD-Spielern sowie der Umstand, dass die meisten DVDs ein digitales anamorphes 16:9-Bild beinhalten, das vor allem auf 16:9-Fernsehapparaten eine bessere Bildqualität bietet als die bisher gängige Fernsehtechnik. Ein weiterer Grund war, dass die Fernsehgerätehersteller die Produktion von 4:3-Geräten weitgehend einstellten. Vor diesem Hintergrund waren auch die Fernsehsender genötigt, auf das digitale 16:9-Format zu wechseln, um eine qualitativ ebenbürtige Bildqualität anzubieten, wie sie viele Konsumenten durch die DVD und andere neuere digitale Videoquellen gewohnt sind.
Durch den Wechsel von der analogen zur digitalen Ausstrahlung über Satellit, Kabel und Antenne wurde es auch den Fernsehsendern möglich, eine gegenüber der DVD gleichwertige Bildqualität bis ins Wohnzimmer des Zuschauers zu bringen. Beim digitalen Fernsehempfang wird nämlich – ähnlich anamorpher Widescreen-DVDs – ebenfalls ein anamorphes digitales 16:9-Bild übertragen und vom Fernsehapparat entzerrt und optimal dargestellt, sofern die entsprechende Empfangs-Settopbox auf 16:9-Bildausgabe eingestellt ist. Auch 4:3-Fernseher können in der Regel ein anamorphes 16:9-Bild in voller horizontaler Zeilenzahl darstellen. Bei älteren Modellen muss dazu mitunter manuell der 16:9-Quetsch-Modus aktiviert werden, wodurch auch hier eine bessere Bildqualität (mehr Bildpunkte, bessere Farben, kein Grieseln) erzielt wird. Voraussetzung ist jedoch der Anschluss über SCART und die Einstellung der Digitalempfangsbox auf RGB.
Bei analogem Empfang, wie er häufig noch bei Kabelfernsehempfang üblich ist, wird dagegen ein herkömmliches 4:3-Letterbox-Bild (anamorphe Bildaufzeichnung) mit schwarzen Streifen und entsprechend geringerer horizontaler Bildzeilenzahl gesendet. 16:9-Fernseher erkennen in der Regel ein solches Letterbox-Bild und vergrößern es automatisch so stark, dass die schwarzen Streifen oben und unten verschwinden und der Breitbildinhalt entsprechend aufgezoomt formatfüllend auf der gesamten vorhandenen Bildfläche dargestellt wird. Die grobe Pixelstruktur des niedrigaufgelösten Analogbildes kaschieren diese Fernseher durch starke Weichzeichnung. Ein gutes Bild erzielt man auf neuen Breitbildfernsehern nur mit einem digitalen DVB-Receiver.

## Probleme

### Verwendung von Archivmaterial in neuen Sendungen
Bis zum Ende des 20. Jahrhunderts wurden nahezu alle Fernsehproduktionen im 4:3-Format aufgezeichnet. Bei neuproduzierten Sendungen im Format 16:9, die auf Archivmaterial zurückgreifen, ergibt sich dabei das Problem, wie die nicht formatgleichen Aufnahmen in die Sendung integriert werden sollen. Häufig stellt sich dieses Problem etwa bei Geschichtsdokumentationen oder Nostalgiesendungen, die altes Fernsehmaterial verwenden.
Eine Möglichkeit, dieses Archivmaterial zu verwenden, besteht darin, die vorhandenen 4:3-Bilder auf das Format 16:9 zurechtzuschneiden. Da Aufnahmen im 4:3-Format einem Seitenverhältnis von 16:12 entsprechen, muss dazu an den oberen und unteren Bildrändern insgesamt ein Viertel der vertikalen Bildinformationen abgeschnitten werden, damit das Bild einem Seitenverhältnis von 16:9 entspricht. Auch wenn hierzu ein Pan-&-Scan-Verfahren eingesetzt wird, geht die ursprüngliche Bildkomposition verloren. Insbesondere bei ursprünglich sehr stark gezoomten Aufnahmen führt dies zu einem unruhigeren Bildeindruck, aber auch das Fehlen von Füßen oder Kopfteilen lassen diese Einstellungen als deutlich unvollständig wirken. Auch Schrifteinblendungen sind durch die Beschneidung manchmal nur noch teilweise oder gar nicht mehr lesbar.
Diese Methode wird von den Sendern bei der Produktion neuer Fernsehsendungen trotz ihrer deutlichen Bildverluste häufig genutzt. In seltenen Fällen wird das originale 4:3-Bild nicht durch Beschneidung, sondern durch Verzerrung auf das benötigte Seitenverhältnis gebracht. Zwar sind nach Anwendung dieser Methode noch alle Bildinformationen zu erkennen, allerdings stimmen die ursprünglichen Proportionen nicht mehr. Ein Kreis wird dann beispielsweise zu einer liegenden Ellipse, insbesondere bei Gesichtern wirkt diese Verzerrung äußerst störend.

### Nachträgliche Beschneidung bereits bestehender Sendungen
Einige Sender, beispielsweise das ZDF und fast alle privaten, sind dazu übergegangen, komplett in 4:3 produzierte Sendungen auf 16:9 zu schneiden. Auch hier sind teilweise deutliche Bildverluste die Folge, da dies meist ohne Verwendung des Pan-&-Scan-Verfahrens stattfindet und stattdessen meist nur ein feststehender Bildbereich ausgeschnitten wird (i. d. R. aus dem oberen Bereich des Ausgangsformats). Keine Methode kann den unterschiedlichen Sehvorstellungen aller Zuschauer gerecht werden. Während manche um jeden Preis ein komplett ausgefülltes 16:9-Bild wollen und dabei auch verzerrte oder abgeschnittene Bilder in Kauf nehmen, wollen andere die Bilder im Originalformat sehen, auch wenn dabei der Fernsehbildschirm nicht komplett ausgefüllt wird. Durch die Beschneidungen der Originalfilme auf ein Pseudo-16:9 ziehen sich die Sender vor allem den Unmut derjenigen Zuschauer zu, die die betreffenden Sendungen gerne im Originalformat sehen würden.

### Sinnvollerer Umgang mit andersformatigem Material
Eine andere Möglichkeit beim Umgang mit 4:3-Bildern in 16:9-Produktionen ist es, die 4:3-Aufnahmen durch schwarze Balken oder stilisierte Hintergründe am linken und rechten Bildrand auf ein Seitenverhältnis von 16:9 zu bringen. Zwar wird durch diese Methode der Fernsehbildschirm nicht mehr komplett ausgefüllt, allerdings bleiben alle ursprünglichen Bildinformationen und das korrekte Seitenverhältnis erhalten.
Bei bereits im 4:3-Format produzierten Sendungen ist es noch einfacher: Wird diese Sendung im korrekten 4:3-Format gesendet, hat jeder Zuschauer selbst die Möglichkeit zu entscheiden, ob er die Sendung im Originalformat oder einem entsprechend beschnittenen bzw. verzerrten Pseudo-16:9-Format sehen möchte. Das hat lediglich den Nachteil, dass das vom eigenen Fernseher beschnittene Bild häufig genau der Bildmitte des Originals entnommen wird. Zur optimalen Übertragung des Bildinhaltes sollte jedoch der 16:9-Ausschnitt etwas oberhalb der Bildmitte oder gar am oberen Bildrand entnommen werden, da im 4:3-Format die wichtigsten Bildinhalte meist oberhalb der Bildmitte eingefangen werden. Insgesamt ist es eine sehr unästhetische Methode, da der eigentlich vom Kameramann anvisierte Bildmittelpunkt nun noch weiter an den oberen Rand des 16:9-Bildes verlagert wird, wodurch es zu Bildfehlern wie etwa abgeschnittenen Köpfen oder fehlenden Haaransätzen kommen kann. Dieses Problem wird von den Fernsehsendern bei ihren Produktionen berücksichtigt, bei den meisten 16:9-Fernsehern hat man dagegen nicht die Möglichkeit, die Position des Bildausschnitts zu verschieben.
Ein weiterer Grund, warum Fernsehsender älteres Material lieber aufzoomen als es im Pillarbox-Format zu übertragen, ist die begrenzte Auflösung des digitalen Fernsehbildes. Während bei einem anamorph gesendeten 16:9-Bild volle 720×576 Pixel übertragen werden könnten, würden beim Pillarboxing eines 4:3-Bildes davon nur etwa 540×576 Pixel genutzt werden, die restlichen Pixel wären als schwarze Balken links und rechts des Bildes zu sehen. Würde man dieses Bild nun auf einem 16:9-Fernseher aufzoomen, würden nur noch 540×432 der 720×576 möglichen Pixel angezeigt werden, das entspräche einem rechnerischen Qualitätsverlust von knapp 44 Prozent. Auf einem 4:3-Fernseher betrachtet würden zu den übertragenen schwarzen Balken links und rechts noch die durch die Entzerrung des anamorphen Formats entstehenden Balken oberhalb und unterhalb des eigentlichen Bildes dazukommen, man sähe also ein viel zu kleines 4:3-Bild in einem 4:3-Fernseher.

### Darstellung von Personen
Während das Breitbildformat für Landschaftsaufnahmen besser geeignet ist als ein 4:3-Bild, führt es bei der Darstellung von Personen zu einem Nachteil: Sowohl ein stehender als auch ein sitzender Mensch und auch die Nahaufnahme eines Kopfes erstrecken sich mehr in der Vertikalen als in der Horizontalen. Das breite Format wird in diesen Fällen schlechter ausgenutzt. Als Ergebnis werden Personen beim 16:9-Format kleiner dargestellt als beim 4:3-Format. Das fällt bei der vergleichsweise begrenzten Größe von Fernseh- und Computerbildschirmen stärker ins Gewicht als bei Kino-Vorführungen.

## Etablierung als Standardformat in verschiedenen Ländern
Die bisherigen Erfahrungen zeigen, dass sich die Etablierung von 16:9 als Standardformat wesentlich länger hinzog als ursprünglich angenommen. Obwohl große Fernsehanstalten bereits in den 1990er Jahren bei Neuanschaffungen ihrer Produktionstechnik auf 16:9-Kompatibilität achteten und auch bei international vermarkteten Fernsehproduktionen und bei EBU-Produktionen 16:9 das übliche Format war, produzieren und senden auch heute noch einige Sender im 4:3-Format. In den Anfangsjahren des 16:9-Formats wurden Serien und vereinzelt auch Filme, die in 16:9 aufgenommen wurden, mit 4:3-Kompatibilität produziert, d. h., es wurde schon beim Filmen darauf geachtet, dass wesentliche Bildinhalte (auch später hinzugefügte Schriften und Effekte) die Bildmitte nie weiter als bis zum Rahmen des im 4:3-Format sichtbaren Bereichs verließen, so dass Besitzer eines digitalen 4:3-Fernsehers und Fernsehstationen, die noch in 4:3 sendeten, diese 16:9-Produktionen ohne weiteres aufzoomen und in 4:3 darstellen konnten. Diese Technik ist jedoch mittlerweile nicht mehr üblich, weswegen neuere Serien auch wirklich im 16:9-Format gesendet werden sollten.

### Deutschsprachiger Raum
Anspruchsvollere Produktionen öffentlich-rechtlicher Anstalten wie Kultursendungen oder Dokumentationen wurden teilweise schon ab Mitte der 1990er Jahre in 16:9 produziert, danach folgten zahlreiche Fernsehfilme und -serien. Vollständig wechselten die öffentlich-rechtlichen Sender bis Ende 2007 auf 16:9. Zum ersten Mal im größeren Stil außerhalb von Filmen oder Serien kam das 16:9-Format bei der Fußball-Weltmeisterschaft 2006 zum Einsatz. Ab diesem Zeitpunkt stellten immer mehr Sendeanstalten ihre Eigenproduktionen auf 16:9 um. Den Anfang machte der Südwestrundfunk (SWR) im Herbst 2006; es folgten
- der Österreichische Rundfunk (ORF) im April 2007,
- NDR und MDR, ARD und ZDF im Sommer 2007,
- RBB, SR, RB und das Fernsehen der französischsprachigen Schweiz im Herbst 2007.
- Das Schweizer Fernsehen hat im Dezember 2007 das Programm komplett auf 16:9 umgestellt, sendete aber 4:3-Produktionen weiterhin in diesem Format. Das digitale Satellitensignal wird in anamorpher Form übertragen. Im regionalen Bereich hat Telebasel als erster Schweizer Privatfernsehsender im Herbst 2007 komplett auf 16:9 Letterbox umgestellt.
- ProSieben sendet seit Anfang 2008 erstmals Eigenproduktionen wie The next Uri Geller (Januar 2008), Galileo (31. März 2008) in 16:9 (seit November 2008 auch die Werbung).
- RTL sendet seit August 2008 erste 16:9-Sendungen und seit 19. November 2008 komplett (auch Werbung).
- N24 sendet seit 22. Oktober 2008 in 16:9 und seit November auch die Werbung in 16:9. N24 schneidet alte 4:3-Sendungen in 16:9.
- Kabel eins sendet seit November 2008 vollständig (auch Werbung) in 16:9.
- seit April 2009 sendet der österreichische Privatsender PULS 4 Eigenproduktionen, Werbung und Trailer in 16:9.
- seit Mitte September sendet auch ATV teilweise in 16:9.
- Der Kindersender Nickelodeon sendet seit dem 2. Oktober 2011 ausschließlich in 16:9. Sendungen in 4:3 werden auf 15:9 (anfangs 14:9) aufgezoomt.
- Der österreichische Musiksender gotv sendet seit Beginn 2010 alle Eigenproduktionen, Werbung und die meisten neuen Musikvideos in 16:9. Teilweise werden Musikvideos jedoch auch noch im Format 4:3 ausgestrahlt.
- VIVA Deutschland sendet seit 1. Januar 2011 die Trailer und einige Produktionen in 16:9. Seit 23. März sendet VIVA auch Musikvideos in 16:9. Inzwischen werden auch andere Serien und Musikvideos auf 15:9 (anfangs 14:9) aufgezoomt.

Die größeren Privatsender haben 2008 auf 16:9 umgestellt, die überwiegende Mehrzahl der kleineren Sender hat inzwischen nachgezogen.

### Großbritannien
In Großbritannien wechselten die großen Sender bereits in den 2000er Jahren auf das breitere Bildformat, jedoch achten dort die Kameraleute darauf, dass alle relevanten Inhalte (Personen und Textgrafiken) in der Bildmitte sind, so dass Zuschauer mit 4:3-Fernsehern die Möglichkeit haben, an ihren Digitalempfängern das 16:9-Bild hineingezoomt als 4:3-Bild (als Pan & Scan) ausgeben zu lassen, wodurch der 4:3-Fernseher vollständig genutzt wird, also keine schwarzen Streifen oben und unten sichtbar werden, jedoch der rechte und linke Bereich des Breitbildes, der über das 4:3-Format hinausgeht, abgeschnitten wird. Durch die frühere Einführung des Breitbildes haben sich im Vereinigten Königreich Breitbildfernseher schneller verbreitet.

### Weitere Länder
In Frankreich haben einzelne kleinere Privatsender vollständig auf 16:9 umgestellt, wohingegen die großen Anstalten selbst die Fußball-WM 2006 noch in beschnittenem 4:3 ausstrahlten. In den Beneluxländern stellten die meisten größeren Sendeanstalten bereits 2004 weitgehend auf 16:9 um. In Italien produziert die RAI zahlreiche Programme in 16:9, sendet jedoch digital kein anamorphes 16:9. Die Sender der Gruppe Mediaset produzieren und senden 4:3, der italienische Pay-TV-Anbieter SKY sendet dagegen – wie viele andere europäische Pay-TV-Anbieter – vor allem Spielfilme in echtem anamorphem 16:9 (Stand: Juli 2007).
Bei z. B. Serien in den USA kann man weiter zur Mitte gerückte Grafiken sehen wie Altershinweise, Namen der Schauspieler oder Senderlogos. Auch bei Sportübertragungen ist dies oftmals zu sehen. Wodurch man bei Verzicht auf den linken und den rechten Bild-Rand keine Grafiken verlieren würde. Jedoch würde man in den meisten Fällen Bildinformationen verlieren und Personen, die am Bildrand stehen, könnten nicht vollständig oder abgeschnitten gezeigt werden.

## Heutige Verwendung
- Anamorphe Kodierung von DVDs
- 16:9-Bildwiedergabegeräte (Fernseher, Video-Projektoren), deren Sichtfeld etwa das Format von 16:9 hat
- 16:9-Bildaufnahmegeräte (Videokameras), deren Sichtfeld etwa das Format von 16:9 hat
- 16:9-Darstellungsmodi auf 4:3- und 16:9-Fernsehern, wobei verschiedene Hersteller darunter oft etwas Unterschiedliches verstehen; häufig ist ein Bild mit gegenüber der Standarddarstellung um rund 25 Prozent verringerter Bildhöhe gemeint
- 16:9-Filme auf DVDs, die nicht mittels Pan & Scan auf 4:3-Vollbilddarstellung aufgezoomt worden sind
- Standardseitenverhältnis von HDTV (1920×1080 bzw. 1280×720 mit quadratischen Pixeln)